# Serös hinna
En serös hinna eller serosa är en tunn hinna som ligger kring inre organ – lungans pleura, hjärtsäcken, det yttersta skiktet på mag- och tarmkanalens vägg samt på bukhålans vägg, bukhinnan. Den består av epitelceller i flera skikt. En serös hinna utsöndrar en vätska som benämnes serös vätska. Såväl vätskans som hinnans viktigaste funktion är att minska friktionen kring organen.

### Webbkällor
- Serosa i Nationalencyklopedins nätupplaga. Läst 5 januari 2021.